# Batis diops
El batis del Ruwenzori (Batis diops) es una especie de ave paseriforme de la familia Platysteiridae propia de la región de los Grandes Lagos de África.

## Distribución y hábitat
Se encuentra en la falla Albertina en Burundi, el este de la República Democrática del Congo, Ruanda y Uganda. Su hábitat natural son los bosques montanos en elevaciones superiores a 1.400 m.